# إليزابيث روبرتسون
إليزابيث روبرتسون (بالإنجليزية: Elizabeth Robertson)‏ هي عالمة وراثة بريطانية، ولدت في 3 يوليو 1957 في المملكة المتحدة.